# Hermann Nitsch
Hermann Nitsch (Bécs, 1938. augusztus 29. – Mistelbach, 2022. április 18.) osztrák művész, a bécsi akcionizmus képviselője.

## Életpályája
A bécsi Grafikai Kísérleti Tanintézetben tanult, melyet 1958-ban kitüntetéssel fejezett be. Intenzív kapcsolatban volt a bécsi akcionistákkal, de Nitsch később a hagyományok és a szimbólumok sajátos és komplex értelmezése felé fordult: „a kereszténység hagyományainak eredetével és értelmezéseivel” foglalkozott.
1957-ben említette először az O.M. színház (orgia-misztérium színház) eszméjét és a 6 napos játékokat. Innentől kezdve szinte az egész munkássága ezek köré a játékok és partitúrák köré fonódott, különféle értelmezéseket és kombinációkat hozva létre. Az 1960-as években a játékok elsősorban akciókból álltak, ekkor tartotta a legintenzívebben a kapcsolatot a bécsi akcionistákkal. Az 1970-es években tovább tervezte az O.M. színházat, de ebben az időben kezdett elsősorban a zenére összpontosítani, ekkor már világhírű képzőművészként tartották számon. 
Munkái elsősorban a dionüszoszi hagyományok kutatására irányultak[forrás?], többnapos játékokat szervezett, melyeken a nagyszámú közönség és résztvevő az előadás szerves részét képezték. Kompozícióiban lemészárolt és kibelezett állatok, vérrel lelocsolt meztelen emberek szerepeltek, gyakran keresztre feszítve.
Nitsch munkáit általában sok támadás érte megbotránkoztató jellegük miatt, kiállításai megnyitását sok esetben igyekeztek megakadályozni.

## Magyarul megjelent művei
- Orgia misztérium színház. Tanulmányok, tézisek, kísérletek; vál., ford. Adamik Lajos; Metronóm, Bp., 2004 (Művészet = tőke)